# Мосећ
Мосећ је планина у Далмацији, Република Хрватска. То је вјеначна планина која припада Динаридима (Динарски планински систем) и пружа се у правцу СЗ-ЈИ као и све остале планине овог система, на дужини од 35 km, од Дрниша до Мућа. Мосећ је висок 838 m (Мовран). Већи врхови су Црни Врх (702 m), Умци (618 m), Ошљар (584 m), Крпушњак (795 m), Озрнац (704 m), Руњевац (749 m).